# Suore carmelitane del Bambino Gesù
Le Suore Carmelitane del Bambino Gesù (in polacco Siostry Karmelitanki Dzieciątka Jezus) sono un istituto religioso femminile di diritto pontificio: le suore di questa congregazione pospongono al loro nome la sigla C.I.J.

## Storia

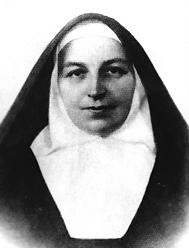
Maria Teresa di San Giuseppe Kierocińska, fondatrice della congregazione

La congregazione fu fondata nel 1921 a Sosnowiec dal carmelitano scalzo Maciej Józef Gądek, in religione Anselmo di Sant'Andrea Corsini (1884-1969), assieme con Joanna Kierocińska, in religione Maria Teresa di San Giuseppe (1885-1946), per l'assistenza alle operaie e l'educazione dei loro figli.
L'istituto, aggregato all'ordine carmelitano scalzo dal 16 marzo 1936, divenne di diritto pontificio con decreto del 26 maggio 1954.

## Attività e diffusione
Le suore operano nei centri operai, si dedicano all'insegnamento del catechismo, al lavoro nelle parrocchie e all'assistenza agli ammalati.
Sono presenti in Europa (Bielorussia, Repubblica Ceca, Francia, Lettonia, Polonia, Ucraina) e in Africa (Burundi, Camerun, Ruanda); la sede generalizia è a Marki.
Alla fine del 2008 la congregazione contava 500 religiose in 58 case.